# Casa Antonio Checa Núñez
La casa Antonio Checa Núñez es un edificio histórico situado en el municipio español de Huelva, en la provincia homónima. Se encuentra ubicado en la calle Puerto, en pleno centro histórico. 

## Características
La casa se levantó según un proyecto del arquitecto Francisco Monís fechado en 1904. Se trata de un edificio de líneas eclécticas compuesto por dos plantas. La fachada, de composición simétrica, se ve enmarcada por dos cuerpos con balcones sobre canes y cierros acristalados. Desempeña un importante rol el juego cromático del ladrillo rojo con los tonos claros presentes en los enfoscados, avitolados y jambeados de dinteles planos en la planta baja y en los frontones triangulares de la planta alta. La temática ecléctica se ve reforzada mediante el empleo de canecillos, balaustres, columnillas rematadas con capiteles corintios y barandas de geometría circular decoradas con motivos florales.